# Списание „Й“
Списание „Й“ е българско списание за кратки разкази, основано през 2021 г. Списанието публикува кратки разкази (къса художествена проза до 5000 думи) по предварително обявени теми. Списанието няма ограничение в жанра. Основател и редактор е Диана Софрониева. Излиза три пъти годишно до април 2025 г., след което се издава два пъти годишно.

## Формат
Първите два броя на списанието са изцяло електронни, а от третия брой то излиза и в печатен формат. Във всеки брой се публикуват средно по 10 – 12 разказа. Книжките са във формат A5 с обем около 100 страници. Дигиталните формати са epub и mobi. Разказите от броеве на повече от две години се качват на уебсайта на списанието.

## Броеве
Към април 2025 г. са излезли 12 броя на списанието:
1. „Експерименти във висшия пилотаж“ (юни 2021 г.);
2. „Завръщане“ (септември 2021 г.);
3. „Метаморфози“ (февруари 2022 г.);
4. „Любовен двуъгълник“ (юни 2022 г.);
5. „И с корона“ (ноември 2022 г.);
6. „През девет земи“ (март 2023 г.);
7. „Изкуствен интелект“ (август 2023 г.);
8. „Сладки истории“ (декември 2023 г.);
9. „Аз съм твоето алиби“ (април 2024 г.);
10. „Голямото синьо“ (август 2024 г.);
11. „Прозорец към душата“ (декември 2024 г.);
12. „Сговорна дружина“ (април 2025 г.).